# László Baky
László Baky (13. september 1898 i Budapest, Østrig-Ungarn - 29. marts 1946 i Budapest) var en ungarsk politiker. Baky var medlem af det nazistiske Pilekorspartiet og blev i 1944 statssekretær i det ungarske indenrigsministerium. Baky var efter Nazityskland besættelse af Ungarn i 1944 særdeles aktiv i interneringen og deportationen af ungarske jøder til de tyske udryddelseslejre.
Efter krigen flygtede Baky til Østrig, men han blev arresteret og sendt tilbage til Ungarn. Han blev dømt til døden og henrettet ved hængning.